# Philipp von Hutten

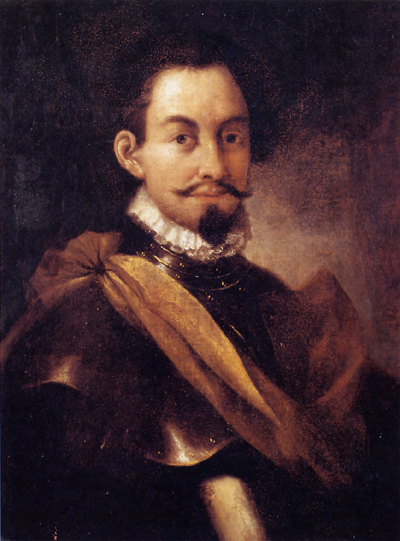
Philipp von Hutten. Öl auf Leinwand. Porträt von einem unbekannten Maler (um 1600)

Philipp von Hutten (* 18. Dezember 1505 auf Schloss Birkenfeld, Unterfranken; † vermutlich am 17. Mai 1546 in der Nähe des heutigen Cruz de Tara-Tara bei Quíbor, Venezuela) war ein deutscher Konquistador und Entdecker, der in den Jahren von 1535 bis 1538 als Hauptmann an einer Expedition der Augsburger Welser-Gesellschaft ins Landesinnere Venezuelas teilnahm, um dort nach Gold zu suchen. Ende 1540 wurde er von Karl V. zum militärischen Oberbefehlshaber der von den Welsern verwalteten spanischen Überseeprovinz Venezuela ernannt. Auf dem Rückweg von einer zweiten Expedition, die Hutten zwischen 1541 und 1546 anführte, ließ ihn sein spanischer Rivale Juan de Carvajal ermorden.

## Leben

### Am Hofe Karls V.

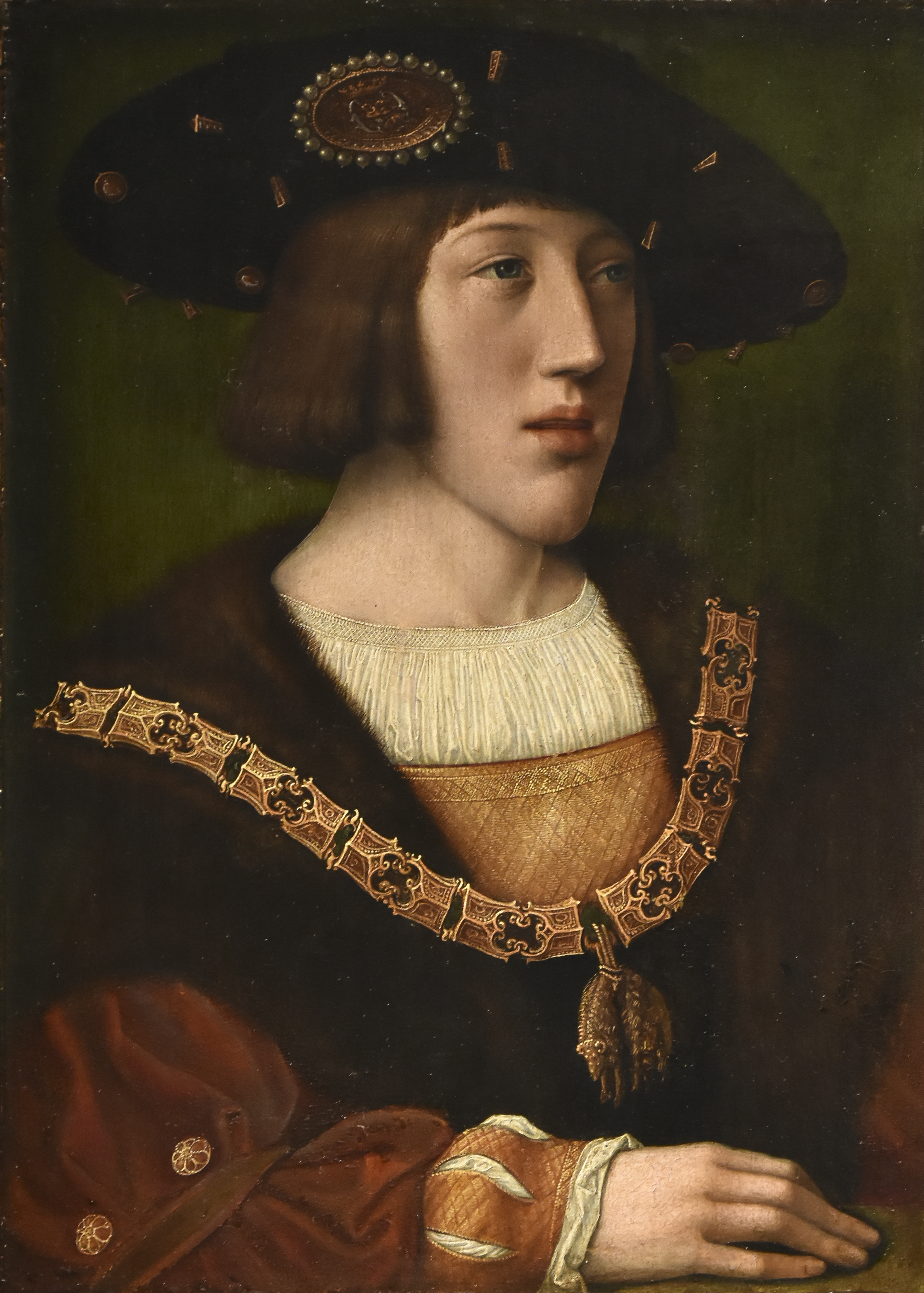
Der junge Karl V.

Über die ersten dreißig Lebensjahre Philipps von Hutten liegen nur wenige gesicherte Informationen vor. Belegt ist, dass seine Eltern ihn im Alter zwischen zwölf und vierzehn Jahren zur Pagenausbildung in die Obhut des Grafen Heinrich III. von Nassau-Breda-Vianden gaben, der zu den Erziehern und engsten Vertrauten des späteren habsburgischen Kaisers Karl V. gehörte. Im Gefolge Karls hielt Hutten sich mehrere Jahre in Spanien auf, bevor er gemeinsam mit ihm 1529 zur Kaiserkrönung nach Bologna aufbrach. Für die Jahre zwischen 1530 und 1534 ist sein Aufenthalt am kaiserlichen Hof in Brüssel und Toledo durch an ihn adressierte Briefe belegt. Unklar bleibt jedoch, welche genaue Position Hutten im Gefolge Karls einnahm.
In Huttens Brüsseler Zeit fällt seine enge Beziehung zu Magdalena von Obritschan, Hofdame Maria von Kastiliens, einer Schwester Karls V. Von der Liebe zwischen den beiden wissen wir nur über drei Briefe, die Magdalena zwischen 1532 und 1534 an Hutten geschickt hat. Ob Huttens relative Mittellosigkeit gegenüber dem aus einem begüterten Rittergeschlecht stammenden Hoffräulein der Grund für das Nichtzustandekommen einer Heirat zwischen den beiden war, oder ob dies sogar zu Huttens späterem Entschluss führte, sein Glück in der Neuen Welt zu suchen, kann nur vermutet werden.

### Die Welser in Venezuela

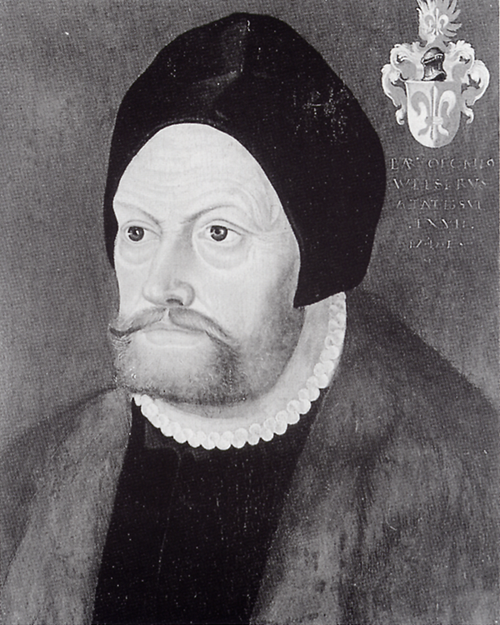
Bartholomäus Welser der Ältere

Mit seiner Krönung zum spanischen König im Jahr 1516 als Karl I. wurde er Herrscher über ein Reich, „in dem die Sonne nie unterging“. Der Geldbedarf für die Finanzierung dieses Reiches – und insbesondere zur Sicherung ihres im Entstehen begriffenen Überseereichs in Mittel- und Südamerika – überstieg spätestens seit dem ab 1526 wiederaufflammenden habsburgisch-französischen Kampf um die Hegemonie in Europa die Möglichkeiten der spanischen Krone. Aus diesem Grund nahm Karl V. Kontakt zu der Augsburger Welser-Kompanie – einem zu jener Zeit europaweit agierenden Handels-, Bank- und Minenkonzern – auf, mit deren Kapital er die weitere Erschließung seiner überseeischen Territorien zu finanzieren hoffte. Im Jahr 1528 kam es zwischen der spanischen Krone und dem von Bartholomäus V. Welser (genannt „der Ältere“) geführten Handelshaus zum Abschluss eines Asientos, in dem der Welser-Kompanie die Statthalterschaft über die spanische Überseeprovinz Venezuela übertragen wurde. Im Gegenzug zu den zahlreichen damit verbundenen Handelsvorteilen verpflichteten sich die Welser zur weiteren Eroberung des ihnen anvertrauten Territoriums, zur Anlage von Siedlungen, Bekehrung der indigenen Ureinwohner zum katholischen Glauben und zum Aufbau einer geregelten Verwaltung. Wie sich jedoch bald herausstellte, beschränkte sich das Interesse der Augsburger allein auf die verbissene Suche nach dem legendären Gold von El Dorado und die äußerst lukrative Verschiffung von 4900 afrikanischen Sklaven nach Amerika.

### Aufbruch in die Neue Welt

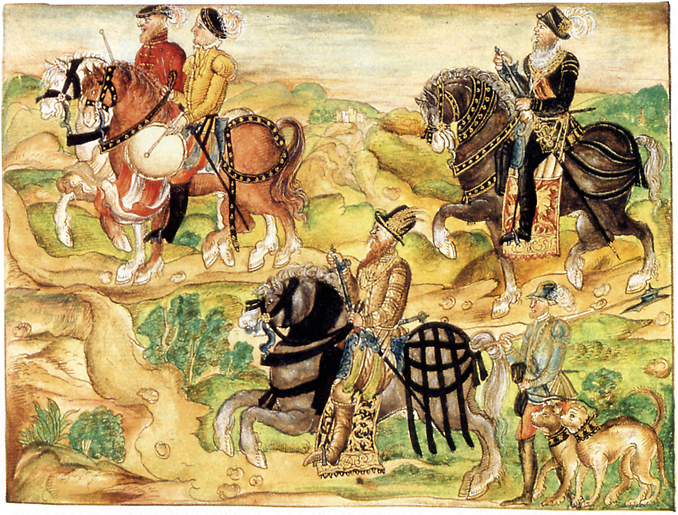
Musterung der Welser-Armada durch Hohermuth von Speyer (rechts) und Hutten (Mitte) in San Lúcar de Barrameda. Kolorierte Zeichnung von Hieronymus Köler der Ältere.

Ende Februar 1534 kam es zu einer folgenreichen Begegnung, als Hutten im spanischen Toledo der Übergabe eines Teils des Goldschatzes Atahualpas an den Kaiser beiwohnte. Dieser sogenannte „königliche Fünfte“ wurde Karl V. von Hernando Pizarro, dem Bruder des Konquistadoren Perus Francisco Pizarro, überreicht. Ob ein persönliches Gespräch mit Pizarro den Anstoß für Huttens Entschluss gab, genau wie dieser sein Glück in der Neuen Welt zu suchen, ist nicht belegbar. Gesichert ist aber die Tatsache, dass Hutten sich am 27. Februar 1534, dem Tag der Übergabe des Goldes, in Toledo aufhielt und sich nur kurze Zeit später entschloss, nach Venezuela aufzubrechen.

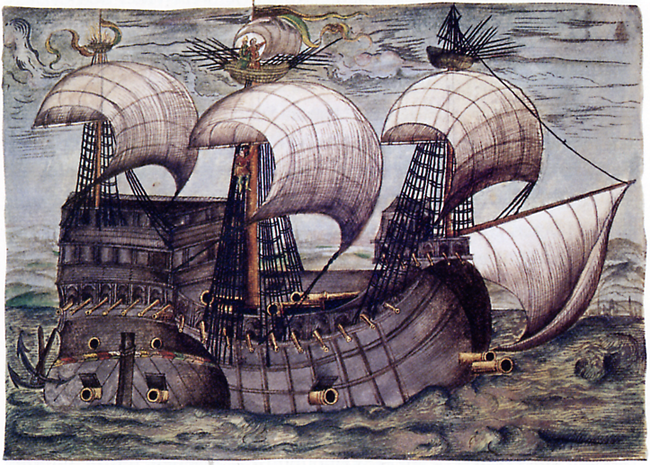
Auf der La Santa Trinidad überquert Hutten den Atlantik

Anfang Oktober 1534 trat Hutten in Sevilla seinen Dienst als Hauptmann der Welser-Kompanie an. Dort rüstete er sich für eine Dauer von zwei Jahren mit neuer Kleidung aus und begab sich zur Einschiffung in die spanische Hafenstadt Sanlúcar de Barrameda, wo bereits mehrere Galeonen vor Anker lagen. Gemeinsam mit einer Truppe von rund 600 Landsknechten und dem neuen Gouverneur Venezuelas Georg Hohermuth von Speyer an Bord stach die Welser-Armada in See und erreichte am 7. Februar 1535 Coro, die damalige Hauptstadt des Landes.

### Auf der Suche nachEl Dorado
Anders als mit der spanischen Krone vereinbart, konzentrierten sich die Welser während ihrer Statthalterschaft in Venezuela auf die Suche nach dem legendären Goldland Eldorado, das sie im kolumbianischen Hochland vermuteten. Nachdem bereits sein Vorgänger Ambrosius Dalfinger an dieser Aufgabe gescheitert war, brach am 13. Mai 1535 eine neue Expedition unter der Leitung von Gouverneur Georg Hohermuth von Speyer – nur einen Monat nach dessen Ankunft in Coro – zum Beutezug ins Landesinnere auf.

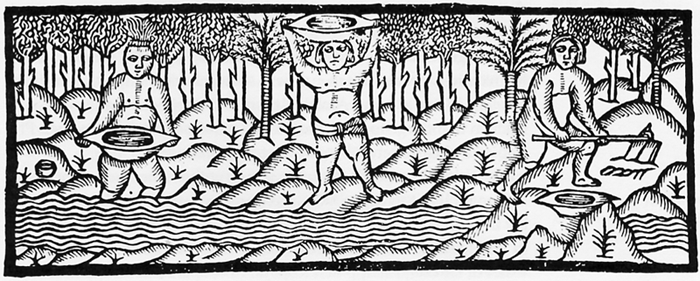
Goldwaschende Indios

Die insgesamt rund 400 Mann, unter ihnen auch Philipp von Hutten, näherten sich ihrem Ziel, dem Reich der Muisca-Indios, im März 1536 bis auf einen Abstand von wenigen Tagesreisen, scheiterten aber bei der Suche nach einem Pass über die kolumbianische Ostkordillere. So kehrten Hohermuth und Hutten schließlich am 27. Mai 1538 mit leeren Händen und einer auf 110 Mann zusammengeschmolzenen Truppe nach Coro zurück. Ihr Scheitern wurde dadurch unterstrichen, dass das Reich der Muisca 1537/38 – also fast gleichzeitig – von einer Konquistadorentruppe unter Gonzalo Jiménez de Quesada von Santa Marta aus erreicht und geplündert wurde.
Nach dem Tod des Gouverneurs Georg Hohermuth von Speyer am 11. Juni 1540 wurde Hutten im Dezember des gleichen Jahres als Nachfolger Nikolaus Federmanns zum Generalkapitän von Venezuela und damit zum militärischen Oberbefehlshaber der von den Welsern verwalteten Provinz ernannt. Seine Hoffnung, zum Gouverneur Venezuelas ernannt zu werden, erfüllte sich jedoch nicht. Gemeinsam mit dem ältesten Sohn Bartholomäus Welser des Älteren, Bartholomäus VI., der im Februar/März 1541 in Coro angekommen war, brach Philipp von Hutten am 1. August desselben Jahres zu einer erneuten Expedition ins Landesinnere auf. Auf seiner Suche nach Gold wurde die von ihm geführte Truppe von rund 200 Mann (davon 150 zu Pferd) nach einem Zusammenstoß mit den Omagua-Indianern jedoch zum Rückmarsch in Richtung Küste gezwungen.

### Tod am Río Tocuyo
Auf seinem Rückmarsch nach Coro traf Philipp von Hutten im Frühjahr 1546 auf Juan de Carvajal, der sich in der Zwischenzeit durch gefälschte Papiere zum Gouverneur erhoben hatte und als eine seiner ersten Amtshandlungen die Hauptstadt Venezuelas ins fruchtbarere Landesinnere an den Río Tocuyo nach El Tocuyo verlegt hatte. Doch auch die allgemeine Lage in den spanischen Überseegebieten hatte sich inzwischen verändert. Die spanische Krone hatte 1542 die sogenannten „Neuen Gesetze“ (span. Leyes Nuevas) zum Schutz der Indios vor den Konquistadoren erlassen und stufte darüber hinaus private Konquista-Unternehmen wie das der Welser als wenig nutzbringend ein. So kam es bei dem Zusammentreffen zwischen Juan de Carvajal und der Truppe Philipp von Huttens zu starken Spannungen und beinahe zur Tötung Carvajals durch Bartholomäus VI. Welser. Ende April 1546 sicherte Carvajal Hutten durch einen Geleitbrief jedoch den freien Durchzug zur Küste zu. Zwei Wochen nach dieser Übereinkunft, vermutlich am Karfreitag, wurden erst zwei von Huttens Gefolgsleuten (Gregorio Romero und Diego de Plasencia), dann Bartholomäus VI. Welser, auch bekannt als Bartholomäus Welser der Jüngere, und schließlich Hutten auf dem Marsch nach Coro überfallen und ermordet. Nach Aussagen des Dienstmädchens Magdalena und des Ayamanes-Indianers Perio wurde Philipp von Hutten auf einer Anhöhe über dem Flussbett begraben. Am 16. September 1546 wurde Juan de Carvajal daraufhin von dem inzwischen durch Karl V. eingesetzten Gouverneur Juan Pérez de Tolosa wegen Mordes zum Tode verurteilt und das Urteil am folgenden Tag vollstreckt.
Die Nachricht vom Tode Huttens und des Welsersohnes traf erst 1546/47 in Deutschland ein. In der Folge bemühten sich Philipps Bruder Moritz von Hutten und Bartholomäus Welser der Ältere zwar um eine lückenlose Aufklärung und Bestrafung der Mittäter Juan de Carvajals, alle Initiativen hierzu verliefen jedoch im Sande. Ihre Statthalterschaft in Venezuela wurde den Welsern am 13. April 1556 nach einem rund zehn Jahre dauernden Rechtsstreit entzogen.
Hutten ist in der Kathedrale von Coro bestattet.

### Kenotaph

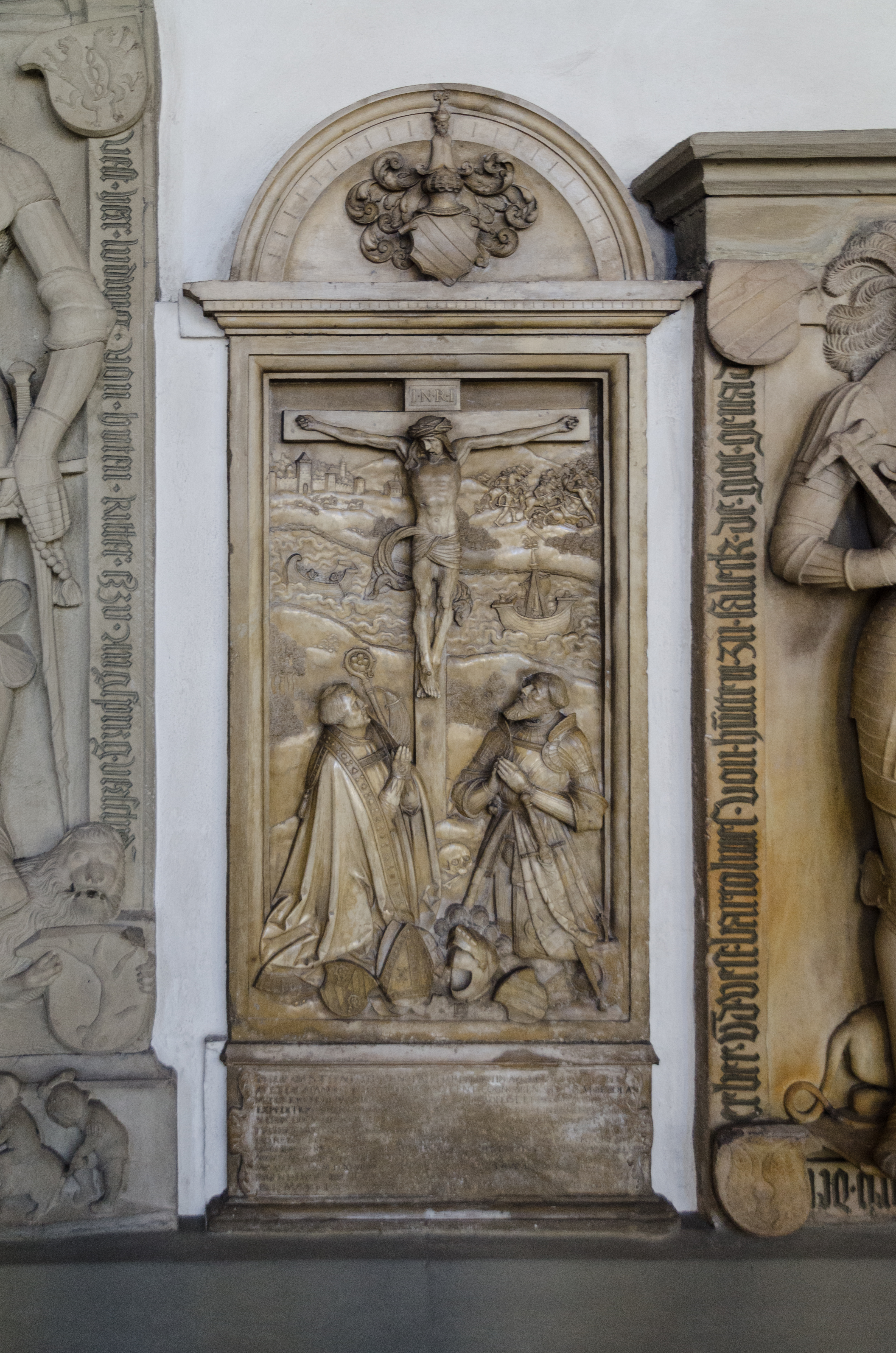
Kenotaph für Philipp von Hutten in Arnstein

In der Pfarr- und Wallfahrtskirche Maria Sondheim in der Stadt Arnstein in Unterfranken gibt es ein von seinem Bruder Moritz von Hutten in Auftrag gegebenes Kenotaph von Bildhauer Loy Hering. Die Inschrift beschreibt das Leben des Konquistadors und den gewaltsamen Tod durch Juan de Carvajal: „PHILIP(PO) AB HVTTEN EQ(VI)TI FRANC(ONIO) FR(ATR)I CHARISS(IMO) QVI IN AVLA CAROLI V. CAES(ARIS) EDVC/AT(VS) ET DILATANDI CHR(IST)IANI NO(MIN)IS NOVASQ(VE) GENT(ES) COGNOSCEN(DI) STVD(IO) IN VENEZOLA(M) / VLTERIOR(IS) INDIAE PROVINC(IAM) AN(NO) D(OMI)NI M. D. XXXIIII PROFECT(VS) ET POSTQ(AM) IN DVAB(VS) INDE / EXPEDITION(IBVS) QVARV(M) PRIMA(M) III ANN(IS) ITA SEQVVT(VS) ERAT MILES VT IN DEMORTVI GVBER/NATOR(IS) LOCV(M) AB EXERCITV SVFFECT(VS) ALTERA(M) V ANN(IS) CV(M) IMPER(IO) DVCERET MVLTA / TVLISSET VASTISS(IMA)Q(VE) REGNA SVB ANTARCT(IS) SIDERIB(VS) PARVA MANV PERAGRANS DEVICISS(ET) / IA(M)Q(VE) RE B(E)N(E) ET FOELICITER GEST(A) IN STATIVA SVA CORV(M) VERSVS REG(RE)DERETVR AB AEMVL(O) / Q(V)ODA(M) HISPANO IOAN(NE) CARVESALE AMICITIA(M) SIMVLANTE INTERCEPT(VS) ET CVM BARTHOL(OMEO) WELSER / AVGVSTAN(O) AC DVOB(VS) NOBIL(IBVS) HISPAN(IS) ALPHONS(O) RAMER(O) ET GREGOR(IO) DE PLACENTIA IN IPSA / PARASCEVE AN(NO) M. D. XL.VI MISERABILITER (PROH DOLOR!) TRVCIDATVS AC E SPE PATRIAE / INGENTI EREPT(VS) IBIQ(VE) CARVESALE SCELESTO IN QVATVOR FRVSTA DISSECTO, SEPVLT(VS) / EST MAVRICIVS D(EI) G(RATIA) EP(ISCOP)VS AEYSTETTEN(SIS) AMORIS ET MEMORIAE ERGO MOESTVS P(OSVIT)“.
Übersetzung:
„Philipp von Hutten, dem fränkischen Ritter, dem innig geliebten Bruder, der am Hof Kaiser Karls V. erzogen wurde und im Eifer, den christlichen Namen zu verbreiten und neue Völker kennenzulernen, nach Venezuela, einer Provinz des jenseitigen Indien, im Jahre des Herrn 1534 ausfuhr, und, nachdem er von dort aus bei zwei Expeditionen – auf deren erster er sich als Soldat so [gut] gehalten hatte, dass er vom Heer an die Stelle des verstorbenen Gouverneurs gewählt wurde, [und] deren andere er für fünf Jahre mit [eigener] Befehlsgewalt anführte – vieles ertragen und die unermesslichsten Reiche, [die er] unter südlichen Sternen mit kleiner Schar durchwanderte, völlig unterworfen hatte, und schon, da die Tat gut und glücklich vollbracht war, in sein Lager, dem Nordwestwind entgegen, zurückmarschierte, von einem Nebenbuhler [aber], einem gewissen Spanier, Ioannes Carvesal [Juan de Carvajal], der Freundschaft vortäuschte, abgefangen wurde und zusammen mit Bartholomeus Welser, einem Augsburger, und zwei adligen Spaniern, Alphonsus Ramerus [Diego Romero] und Gregorius de Placentia [Gregorio de Plasencia], gerade zu Karfreitag, im Jahr 1546 jämmerlich (o welcher Schmerz!) hingeschlachtet und der außerordentlichen Erwartung des Vaterlands entrissen und, während der unselige Carvesal in vier Teile gerissen wurde, ebenda begraben wurde – [ihm also] hat Moritz, von Gottes Gnaden Bischof von Eichstätt, der Liebe und des Andenkens wegen [diesen Stein] gesetzt.“

## Überlieferungsgeschichte und Bedeutung der Hutten-Briefe
Philipp von Hutten und seine Mission im Auftrag der Welser waren bis ins zwanzigste Jahrhundert so gut wie vergessen. Dies änderte sich mit einer 1996 begonnenen Edition seiner Briefe, die bis 1988 als verschollen galten und deren Entdeckung als wissenschaftliche Sensation gefeiert wurde.
Überraschend unversehrt überstand ein Teil der Hutten-Korrespondenz nicht nur den langen Weg über den Atlantik von Coro nach Cartagena, dem Sammelpunkt der spanischen Silberflotte, und von dort weiter nach Cádiz oder Sevilla, dann zu Pferd weiter nach Augsburg und von da zu den jeweiligen Empfängern, sondern überdauerte auch die mehrere hundert Jahre währende Lagerung in Familienarchiven. Nach dem Zweiten Weltkrieg gelangten die Briefe nach Thüringen und wurden von dem Hobbyhistoriker und Postgeschichtler Hans-Jürgen Salier aus Hildburghausen 1975 entdeckt, erstmals in einem Exponat bei philatelistischen und postgeschichtlichen Ausstellungen auch international (u. a. in Havanna und Toronto) gezeigt. Schon vor dem Fall der Mauer kam es zu Kontakten mit Friedrich Karl von Hutten, dem damaligen Chef des Hauses Hutten, dem die Briefe 1990 übergeben wurden.
Nach mühevoller Arbeit erschien 1996 der erste von drei Bänden einer vom Bamberger Historiker Eberhard Schmitt besorgten Edition. Über die Person Philipp von Huttens hinaus ermöglichen die einzigartigen Materialien neue Einblicke in die kolonialen Ziele der Welser in Lateinamerika und lassen deren Statthalterschaft in neuem Licht erscheinen. Philologisch bedeutsam sind sie aufgrund der Tatsache, dass Hutten mehr als 100 ostfränkische Ausdrücke verwendet, die dem Grimmschen Wörterbuch nicht bekannt sind.

## Rezeption
2001 legte der Autor Burkhard Schröder mit Die Konquistadoren einen historischen Roman über die Entrada Philipp von Huttens und Georg von Hohermuths vor. Das Buch erschien im Rowohlt Verlag.
Im Theaterstück Goldland von Tobias Ginsburg werden die Entdeckungs- und Eroberungszüge der Welserbeauftragten in Venezuela und die deutsche Kolonialgeschichte behandelt. Das Stück feierte am 14. Februar 2015 am Staatstheater Augsburg in der Regie des Autors Premiere.